# Gossip (zespół muzyczny)
Gossip (ang. plotka), wcześniej The Gossip, zwany także GOXXIP albo GSSP – trzyosobowy zespół z USA, grający muzykę indie rock.
Zespół pochodzi z miasteczka Searcy, stanu Arkansas. Przez kilka lat grupa Gossip była atrakcją klubów muzycznych.
W lutym 2016 roku podczas rozmowy z portalem Pitchfork Ditto potwierdziła rozpad zespołu. Jako powód zawieszenia działalności stwierdziła, że chce skupić się na swojej linii odzieżowej oraz tworzeniu muzyki jako artysta solowy. W 2019 roku zespół reaktywował się i zakończył działalność rok później. Jednakże w 2023 roku doszło do kolejnej reaktywacji grupy. W 2024 roku ukazał się nowy utwór zespołu: "The Real Power".

## Muzycy
Ostatni skład zespołu
- Beth Ditto – wokal prowadzący, pianino (od 1999)
- Nathan "Brace Paine" Howdeshell – gitara, gitara basowa (od 1999)
- Hannah Blilie – perkusja (od 2004)

Byli członkowie zespołu
- Kathy Mendonça – perkusja (1999–2003)

Muzycy koncertowi
- Christopher Sutton – gitara basowa (od 2009)
- Katy Davidson – instrumenty klawiszowe, wokal wspierający (od 2012)

## Dyskografia

### Albumy
| Tytuł                          | Dane dot. albumu                                                  | Pozycja na liście | Pozycja na liście | Pozycja na liście | Pozycja na liście | Pozycja na liście | Pozycja na liście | Pozycja na liście | Pozycja na liście | Pozycja na liście | Certyfikat                                                                                    |
| Tytuł                          | Dane dot. albumu                                                  | US                | AUS               | AUT               | FRA               | GER               | IRE               | NZL               | CHE               | UK                | Certyfikat                                                                                    |
| ------------------------------ | ----------------------------------------------------------------- | ----------------- | ----------------- | ----------------- | ----------------- | ----------------- | ----------------- | ----------------- | ----------------- | ----------------- | --------------------------------------------------------------------------------------------- |
| That’s Not What I Heard        | - Data: 23 stycznia 2001 (US) - Wydawca: Kill Rock Stars (KRS368) | –                 | –                 | –                 | –                 | –                 | –                 | –                 | –                 | —                 |                                                                                               |
| Movement                       | - Data: 6 maja 2003 (US) - Wydawca: Kill Rock Stars (KRS391)      | –                 | –                 | –                 | –                 | –                 | –                 | –                 | –                 | —                 |                                                                                               |
| Standing in the Way of Control | - Data: 10 stycznia 2006 (US) - Wydawca: Kill Rock Stars (KRS422) | –                 | –                 | –                 | 34                | –                 | 31                | –                 | –                 | 22                | - UK: złota płyta                                                                             |
| Music for Men                  | - Data: 23 czerwca 2009 (US) - Wydawca: Columbia (88697062302)    | 164               | 13                | 4                 | 5                 | 10                | 27                | 28                | 12                | 18                | - GER: 3x złota płyta - AUT: platynowa płyta - CHE: platynowa płyta - FRA: 2x platynowa płyta |
| A Joyful Noise                 | - Data: 14 maja 2012 (US) - Wydawca: Columbia (88691982652)       | 100               | 35                | 4                 | 3                 | 2                 | 66                | –                 | 1                 | 47                | - GER: złota płyta - CHE: złota płyta - FRA: złota płyta                                      |
| "—" album nie był notowany.    |                                                                   |                   |                   |                   |                   |                   |                   |                   |                   |                   |                                                                                               |

### Single
| Tytuł                            | Rok  | Pozycja na liście | Pozycja na liście | Pozycja na liście | Pozycja na liście | Pozycja na liście | Pozycja na liście | Pozycja na liście | Pozycja na liście | Pozycja na liście | Certyfikat                                                          | Album                          |
| Tytuł                            | Rok  | US Dance          | AUS               | AUT               | FRA               | GER               | IRE               | NZL               | CHE               | UK                | Certyfikat                                                          | Album                          |
| -------------------------------- | ---- | ----------------- | ----------------- | ----------------- | ----------------- | ----------------- | ----------------- | ----------------- | ----------------- | ----------------- | ------------------------------------------------------------------- | ------------------------------ |
| "Standing in the Way of Control" | 2006 | –                 | –                 | –                 | –                 | –                 | 25                | –                 | –                 | 7                 | - UK: srebrna płyta                                                 | Standing in the Way of Control |
| "Listen Up!"                     | 2006 | –                 | –                 | –                 | –                 | –                 | –                 | –                 | –                 | 39                |                                                                     | Standing in the Way of Control |
| "Jealous Girls"                  | 2007 | –                 | –                 | –                 | –                 | –                 | –                 | –                 | –                 | 89                |                                                                     | Standing in the Way of Control |
| "Heavy Cross"                    | 2009 | 8                 | 7                 | 4                 | 23                | 2                 | 28                | 12                | 2                 | 37                | - AUS: platynowa płyta - GER: 3x złota płyta - CHE: platynowa płyta | Music for Men                  |
| "Love Long Distance"             | 2009 | –                 | 49                | –                 | –                 | 30                | –                 | –                 | 41                | —                 |                                                                     | Music for Men                  |
| "Drunken Maria"                  | 2009 | –                 | –                 | –                 | –                 | –                 | –                 | –                 | –                 | —                 |                                                                     | Silver Monk Time               |
| "Pop Goes the World"             | 2010 | 13                | –                 | –                 | –                 | 53                | –                 | –                 | –                 | —                 |                                                                     | Music for Men                  |
| "Men in Love"                    | 2010 | –                 | –                 | –                 | –                 | 58                | –                 | –                 | –                 | —                 |                                                                     | Music for Men                  |
| "Perfect World"                  | 2012 | 8                 | –                 | 16                | 27                | 13                | –                 | –                 | 11                | —                 | - GER: złota płyta                                                  | A Joyful Noise                 |
| "Move in the Right Direction"    | 2012 | 17                | –                 | 3                 | 64                | 11                | –                 | –                 | 27                | —                 | - GER: platynowa płyta - AUT: złota płyta                           | A Joyful Noise                 |
| "Get a Job"                      | 2013 | –                 | –                 | –                 | –                 | –                 | –                 | –                 | –                 | —                 |                                                                     | A Joyful Noise                 |
| "—" singel nie był notowany.     |      |                   |                   |                   |                   |                   |                   |                   |                   |                   |                                                                     |                                |